# Pantao Ragat
Pantao Ragat (Bayan ng Pantao Ragat) är en kommun i Filippinerna. Kommunen ligger på ön Mindanao, och tillhör provinsen Lanao del Norte. Folkmängden uppgår till 16 474 invånare.

## Barangayer
Pantao Ragat är indelat i 20 barangayer.
| - Aloon - Banday - Bobonga Pantao Ragat - Bobonga Radapan - Cabasagan - Calawe - Culubun - Dilimbayan - Dimayon - Poblacion East | - Lomidong - Madaya - Maliwanag - Matampay - Natangcopan - Pansor - Pantao Marug - Tangcal - Tongcopan - Poblacion West |